# Show do intervalo do Super Bowl LVIII
O show do intervalo do Super Bowl LVIII ocorreu em 11 de fevereiro de 2024, no Allegiant Stadium, em Paradise, Nevada, como parte do Super Bowl LVIII. Usher foi a atração principal do evento, que contou com a produção de Jesse Collins e da Roc Nation, e recebeu Alicia Keys, Jermaine Dupri, H.E.R., will.i.am, Lil Jon, Ludacris, Sonic Boom of the South como artistas convidados.

## Antecedentes

### Rumores sobre a atração principal
Ao longo do verão de 2023, vários nomes foram cogitados para o show do intervalo, incluindo o ex-membro do One Direction e cantor britânico Harry Styles para promover seu recente álbum, Harry's House (2022), que ganhou o prêmio de Álbum do Ano no Grammy Awards de 2023. Taylor Swift teria sido considerada para o show; mais tarde, ela desistiu da disputa devido a compromissos anteriores, como a The Eras Tour, como relatado pela revista Cosmopolitan em agosto de 2023. Ainda assim, Swift estava presente, levando à especulação de que sua popularidade ajudou a fazer com que a partida de futebol (e o show do intervalo como uma continuação) se tornasse a transmissão de televisão mais vista da história moderna. Miley Cyrus foi outra artista também considerada para ser a atração principal do show. Outros rumores de artistas incluíam Bad Bunny, Jack Harlow e NSYNC. Usher foi selecionado como headliner em 11 de agosto de 2023.

### Anúncio doheadliner

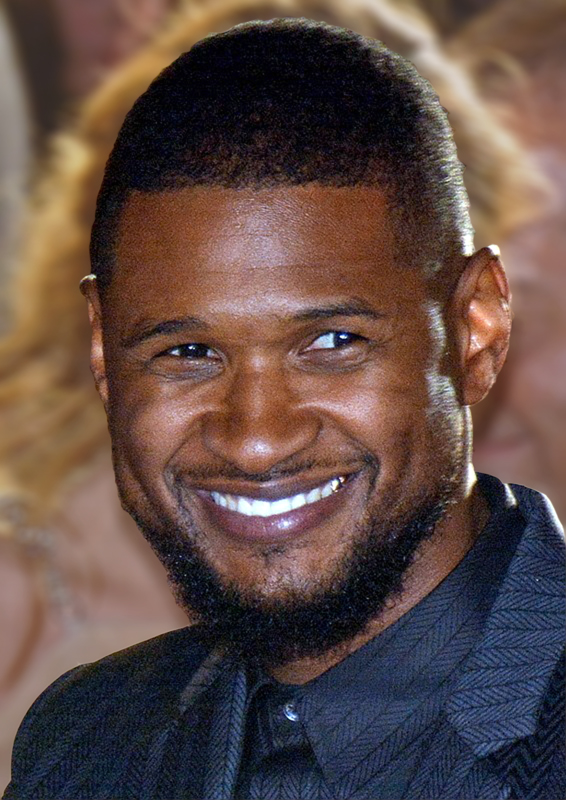
Usher foi a atração principal do show do intervalo do Super Bowl LVIII em 11 de feveeriro de 2024, dois dias após o lançamento de seu nono álbum de estúdio, Coming Home.

Em 27 de setembro de 2023, Usher foi anunciado como atração principal do show, sendo esta sua segunda aparição em um show do intervalo após o Super Bowl XLV, que foi encabeçado pelo grupo musical norte-americano Black Eyed Peas. fazendo de Raymond o primeiro artista a se apresentar durante o Super Bowl e as finais da NBA. Ele foi considerado uma atração principal em potencial por um tempo, depois de estender sua residência no MGM Grand Garden Arena. Sua participação é o mais recente resultado da parceria da National Football League (NFL) com a agência de entretenimento de Jay Z, Roc Nation, firmada em 2019 para aumentar a qualidade dos shows do intervalo. Após seu anúncio como atração principal, ele comentou: "É uma honra para toda a vida finalmente tirar uma apresentação no Super Bowl da minha lista de desejos. Mal posso esperar para trazer ao mundo um show diferente de tudo que eles já viram de mim antes". Falando com Zane Lowe, da Apple Music, sobre convidados em potencial, ele disse: "Bem, uma coisa que posso dizer é que colaborei com muitos artistas incríveis ao longo dos anos", incluindo cantores e rappers Alicia Keys, will.i.am, Lil Jon, Ludacris e H.E.R. no violão. Como uma homenagem ao Mês da História Negra, a banda Sonic Boom of the South, das faculdades e universidades historicamente negras, tocou metais e percussão em campo.

### Desafinação de Alicia Keys
A voz de Alicia Keys falhou no início de sua apresentação de "If I Ain't Got You". No vídeo da apresentação enviaod ao YouTube, a NFL eliminou o erro editando as notas corretas de um ensaio anterior para corrigir os vocais desafinados e agudos de Keys.

## Recepção

### Crítica
Em uma crítica com avaliação de quatro estrelas, Adrian Horton, do jornal The Guardian, descreveu a apresentação de Usher como "frenética e ousada", embora "às vezes, caótico e atipicamente instável". Dominic Patten, do Deadline Hollywood, escreveu "por mais firme que fosse o tom e o ritmo da apresentação, Usher se sentia muito monótono", em comparação com os dois shows anteriores e à performance de "Lift Every Voice and Sing" de Andra Day.

### Comercial
A 32ª edição do Super Bowl Halftime Show obteve 129,3 milhões de telespectadores simultâneos, tornando-se a maior audiência televisiva de sua história desde o show inaugural com Michael Jackson (133,4 milhões).
O nono álbum de estúdio de Usher, Coming Home, foi impulsionado para o segundo lugar nas paradas da Billboard 200 dos Estados Unidos em sua estreia na semana seguinte, com 91.000 cópias comercializadas. O disco ocupou o primeiro lugar no iTunes na semana que antecedeu o evento.

## Repertório
O repertório foi adaptado da matéria do Business Insider.
1. "My Way" (intro)
2. "Caught Up"
3. "U Don't Have to Call" (com elementos de "Superstar")
4. "Love in This Club"
5. "If I Ain't Got You" (com Alicia Keys)
6. "My Boo" (com Alicia Keys)
7. "Confessions Part II" (com introdução de Jermaine Dupri e elementos de "Nice & Slow")
8. "Burn"
9. "U Got It Bad" (com H.E.R. e elementos de "Bad Girl")
10. "OMG" (com will.i.am e elementos de "Can You Feel It e "Jumpman"[24])
11. "Turn Down for What" (com Lil Jon)
12. "Yeah!" (com Lil Jon, Ludacris e elementos de "Freek-a-Leek" e "Get Low")